# إرفينغ بي. غولدمان
إرفينغ بي. غولدمان (بالإنجليزية: Irving B. Goldman)‏ هو جراح تجميل ‏ أمريكي، ولد في 1898، وتوفي في 1975.